# People Records
People Records è un'etichetta discografica statunitense fondata da James Brown.

## Storia
James Brown fondò la sua prima etichetta discografica, la Try Me Records, nel 1963. Chiamata in questo modo dal titolo di una canzone dello stesso James Brown, la Try Me pubblicò una manciata di singoli di cantanti e gruppi associati alla James Brown Revue, tra cui la band di supporto di James Brown (che registrò sotto il nome di The Poets), Johnny e Bill (Johnny Terry e Bill Hollings, entrambi membri dei The Famous Flames), e la cantante Tammy Montgomery, che in seguito registrò per la Motown col nome di Tammy Terrell. La Try Me smise di operare in occasione della disputa contrattuale di James Brown con King del 1964.
Nel 1970 fondò la Brownstone Records, che fu una speculazione a due tra James Brown e il suo collega da lungo tempo nel music business Henry Stone (un'alleanza che si rifletté nel nome dell'etichetta). Stabilirono che l'etichetta diventasse uno sbocco per registrare per i membri della rivista di James Brown che King rifiutò di far registrare, come l'ex membro dei Famous Flames Bobby Byrd e sua moglie Vicki Anderson. L'etichetta pubblicò undici singoli tra il 1970 e il 1971 prima di essere rimpiazzata dalla People Records.
People Records, l'etichetta più prolifica e di successo di James Brown, fu fondata nel 1971. Come le precedenti, la People fu usata per pubblicare registrazioni di cantanti associati alla James Brown Revue, tra cui Lyn Collins, Bobby Byrd, Sweet Charles, i The Collins e The J.B.'s. Registrò anche i lavori di musicisti che non si esibivano regolarmente con James Brown.
James Brown stesso apparve in molte pubblicazioni della People, come tastierista (organo elettronico) o come corista.
Distribuita inizialmente da King, la People fu acquisita successivamente dalla Polydor il 1º luglio 1971 quando James Brown firmò per quell'etichetta. Al contrario delle precedenti etichette di Brown, la People fu commercialmente di successo per un po' di tempo; pubblicò un certo numero di singoli da classifica, tra cui l'hit R&B Doing It to Death, che raggiunse la prima posizione. La People giunse al fallimento nel 1976, in concomitanza con la dissoluzione dei The J.B.'s. Le uscite dell'etichetta furono in seguito antologizzate in una serie di tre CD pubblicati dalla Polydor ed intitolati James Brown's Funky People'.